# 保罗·怀斯曼
保罗·约翰·怀斯曼（英語：Paul John Wiseman，1970年5月4日—），新西兰男子板球运动员。他曾代表新西兰国家队参加1998年英联邦运动会板球比赛，获得一枚铜牌。